# Dieta basada en plantes

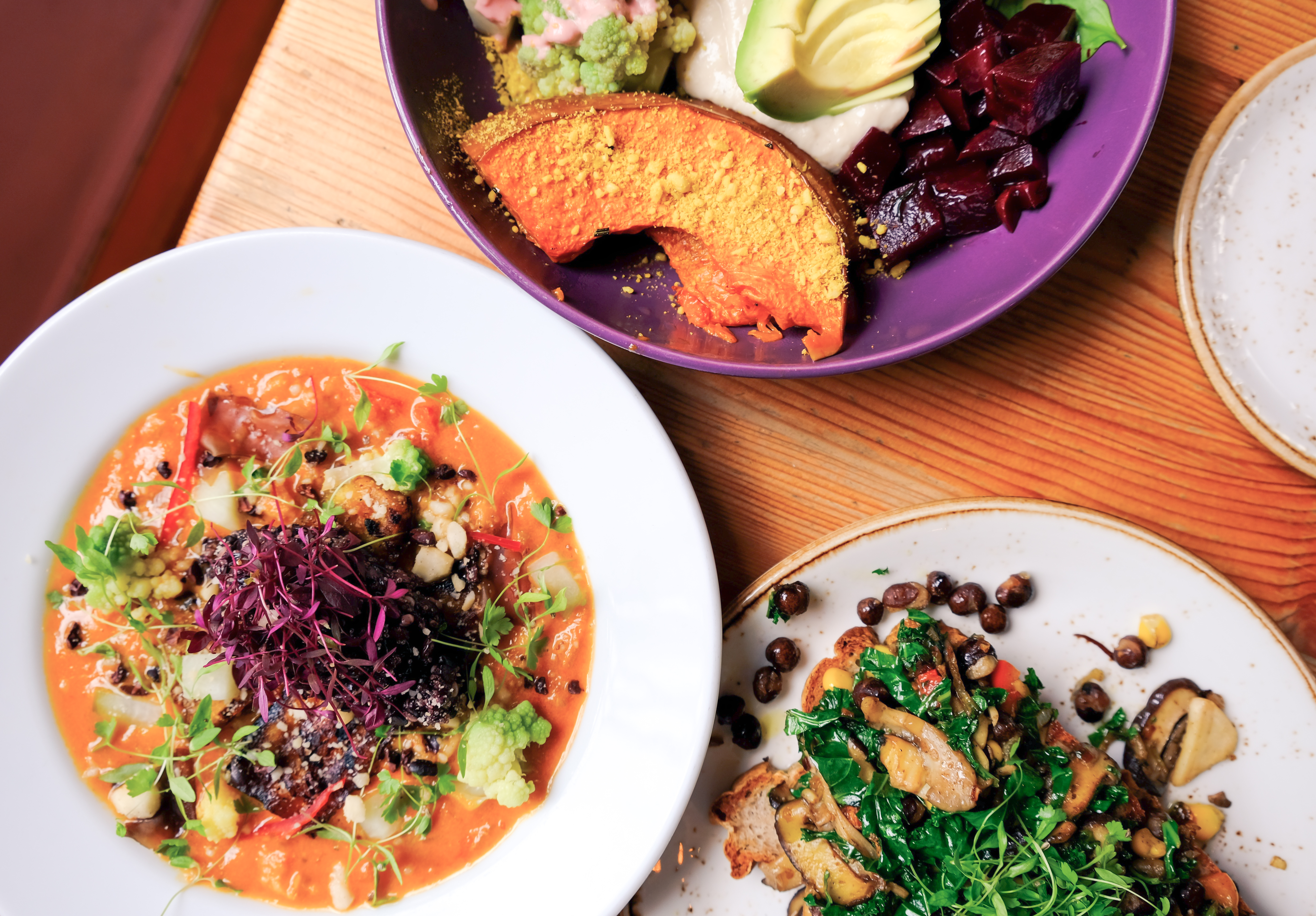
Aliments procedents de plantes

Una dieta basada en plantes és una dieta que consisteix principalment o totalment en aliments d'origen vegetal. Les dietes basades en plantes engloben una àmplia gamma de patrons dietètics que contenen quantitats baixes o nul·les de productes animals i grans quantitats de productes vegetals com ara verdures, fruites, cereals integrals, llegums, fruits secs i llavors. No és indispensable que siguin vegans o vegetarians però es defineixen en termes de baixa freqüència de consum d'aliments d'origen animal.

## Terminologia
L'origen del terme "dieta basada en plantes" s'atribueix al bioquímic nutricional de la Universitat de Cornell T. Colin Campbell, que va presentar la seva investigació sobre la dieta als Instituts Nacionals de Salut dels EUA el 1980. La investigació de Campbell sobre una dieta basada en plantes es va estendre a partir de The China Project, un estudi durant una dècada de pràctiques dietètiques a la Xina rural, que mostra que una dieta baixa en proteïnes i greixos animals, i alta en aliments vegetals, podria reduir la incidència de diverses malalties. El 2005, Campbell i el seu fill van publicar The China Study, un llibre supervendes que posa l'accent en els beneficis potencials per a la salut d'una dieta basada en plantes. Campbell també va utilitzar el concepte basat en plantes per educar els consumidors sobre com menjar carn tenia conseqüències ambientals importants.
Alguns autors distingeixen entre dietes "a base de plantes" o "només vegetals". Una dieta basada en plantes es pot definir com el consum d'aliments d'origen vegetal que són mínimament processats./>
Una revisió que analitza l'ús del terme dieta basada en plantes a la literatura mèdica va trobar que el 50% dels assajos clínics utilitzen el terme de manera intercanviable amb vegana, el que significa que la dieta intervencionista no incloïa aliments d'origen animal. El 30% dels estudis van incloure productes lactis i el 20% carn.

## Motivació i prevalença
A principis del segle XXI, es calcula que uns 4 mil milions de persones viuen principalment amb una dieta basada en plantes, algunes per elecció i altres a causa dels límits causats per l'escassetat de cultius, aigua dolça i recursos energètics. Les principals motivacions per seguir una dieta basada en plantes semblen ser les aspiracions de salut, el gust, el benestar animal, la preocupació ambiental i la pèrdua de pes.

## Investigació en salut
Les dietes a base de plantes són d'interès per prevenir i gestionar malalties cròniques.

### Qualitat de la dieta
No tots els aliments d'origen vegetal són igualment saludables. Més aviat, les dietes basades en plantes que inclouen cereals integrals com a forma principal d'hidrats de carboni, greixos insaturats com a forma predominant de greix dietètic, una gran quantitat de fruites i verdures i àcids grassos n-3 adequats es poden considerar saludables.
Amb els aliments d'origen vegetal ultraprocessats, com les hamburgueses veganes o els nuggets de pollastre, cada cop més disponibles, també hi ha la preocupació que les dietes a base de plantes que incorporin aquests aliments puguin tornar-se menys saludables.
A la pràctica, els ovolacteovegetarians o els vegans semblen tenir una qualitat general de la dieta més alta en comparació amb els no vegetarians. La raó d'això és un consum més alt de fruites, cereals integrals, marisc i proteïnes vegetals i sodi. La qualitat de la dieta més alta en vegetarians i vegans pot explicar alguns dels resultats positius per a la salut en comparació amb els no vegetarians.

### Pes
Els estudis observacionals mostren que les dietes vegetarianes tenen una ingesta energètica més baixa que les dietes no vegetarianes i que els vegetarians tenen un índex de massa corporal més baix que els no vegetarians.
Dues revisions d'investigacions preliminars van trobar que les dietes vegetarianes practicades durant 18 setmanes o més van reduir el pes corporal entre 2 i 3 kg, amb dietes veganes utilitzades durant 12 setmanes o més reduint el pes corporal en 4 kg.
En persones obeses, una revisió del 2022 va trobar que les dietes basades en plantes milloraven el control del pes, el colesterol LDL i total, la pressió arterial, la resistència a la insulina i la glucosa en dejuni.

### Diabetis
Les dietes vegetarianes i veganes estan sota investigació clínica per identificar efectes potencials sobre la diabetis tipus 2, amb resultats preliminars que mostren millores en el pes corporal i els biomarcadors de la síndrome metabòlica. Algunes revisions indiquen que les dietes basades en plantes que inclouen fruites, verdures, cereals integrals, llegums i fruits secs estan associades amb un menor risc de diabetis.
Quan es va centrar en els aliments integrals, es va produir una millora dels biomarcadors de la diabetis, inclosa la reducció de l'obesitat. En els diabètics, les dietes basades en plantes també es van associar amb una millora del benestar emocional i físic, alleujament de la depressió, millor qualitat de vida i millor salut general.
L'American College of Lifestyle Medicine va afirmar que la dieta pot aconseguir la remissió en molts adults amb diabetis tipus 2 quan s'utilitza com a intervenció principal d'aliments integrals d'origen vegetal amb un consum mínim o nul de carn i altres productes animals. Encara hi ha una necessitat de més assaigs controlats aleatoris "per avaluar intervencions dietètiques sostenibles basades en plantes amb aliments integrals o mínimament processats, com a mitjà principal per tractar la diabetis amb l'objectiu de la remissió".

### Càncer
Hi ha algunes evidències que les dietes a base de plantes redueixen el risc de càncer. Les dietes vegetarianes s'associen amb una menor incidència de càncer total (-8%). Una dieta vegana sembla reduir el risc d'incidència del càncer total en un -15%. No obstant això, no hi va haver cap millora en la mortalitat per càncer un cop contret.

### Microbioma
Els estudis preliminars indiquen que una dieta basada en plantes pot millorar el microbioma intestinal.

### Malalties cardiovasculars
Els assajos clínics mostren que les dietes basades en plantes, incloses les dietes veganes i vegetarianes, poden reduir la pressió arterial i els nivells de colesterol en sang.
Les persones que segueixen una dieta vegana a llarg termini mostren millores en els factors de risc cardiometabòlic. Els assajos clínics també mostren que els canvis en la pressió arterial associats a una dieta vegana sense restriccions calòriques són comparables als de les pràctiques dietètiques recomanades per les societats mèdiques i l'ús de dietes controlades en porcions.
Estudis de cohorts prospectius mostren que les dietes vegetarianes s'associen amb un risc reduït de ECV i cardiopatia isquèmica, però no amb un ictus. Per a les dietes veganes només es va trobar un risc reduït de CI.

### Salut dels ossos
L'efecte de les dietes a base de plantes sobre la salut dels ossos no es considera concloent. Les investigacions preliminars indiquen que consumir una dieta basada en plantes pot estar associat amb una densitat òssia més baixa, un factor de risc de fractures.
No obstant això, és important tenir en compte que les troballes d'una densitat mineral òssia més baixa no van controlar completament els factors de confusió clau com l'edat, el tabaquisme, l'obesitat, l'exercici i, per tant, els seus resultats són realment ininterpretables. De fet, sabem que les persones obeses tenen ossos més forts a causa del pes que han de suportar. Així, les persones que pesen més tenen ossos més densos. I els vegetarians, i especialment els vegans, tenen taxes d'obesitat tan baixes que no és estrany que, de mitjana, tinguessin una densitat òssia més baixa,
Finalment, seguint aquesta premissa, l'any 2020 es van revisitar tots els estudis anteriors en aquest camp i es van fer els ajustaments adequats en una investigació. La conclusió va ser que la massa òssia més baixa entre els vegetarians s'explica en major part pel seu IMC i circumferència de cintura més baixos. Per tant, no és tant la composició de les dietes de vegetarians i vegans, sinó el fet que es tornen més primes.

### Inflamació
Les dietes a base de plantes estan en estudi pel seu potencial per reduir la inflamació. La proteïna C reactiva  –  un biomarcador de la inflamació  –  es pot reduir consumint una dieta basada en plantes, especialment en persones obeses.

### Mortalitat
Una revisió del 2020 va declarar que els patrons dietètics basats en el consum de verdures, fruites, llegums, fruits secs, cereals integrals, olis vegetals insaturats, peix, carn magra o aus de corral, i són baixos en carn processada, lactis rics en greixos i hidrats de carboni o dolços refinats. associada a una disminució del risc de mortalitat per totes les causes.

## Sostenibilitat
Biomassa de mamífers a la Terra
L'Organització per a l'Agricultura i l'Alimentació defineix una dieta sostenible com aquella amb "baixos impactes ambientals que contribueixen a la seguretat alimentària i nutricional i a una vida saludable per a les generacions presents i futures" i que és assequible per a tothom alhora que optimitza els recursos naturals i humans. Una dieta sostenible es pot mesurar pel seu nivell d'adequació nutricional, sostenibilitat ambiental, acceptabilitat cultural i assequibilitat. La sostenibilitat ambiental es pot mesurar mitjançant indicadors d'eficiència i protecció del medi ambient. L'eficiència mesura quant de recurs natural es necessita per produir una quantitat determinada d'aliment. La protecció del medi ambient és el nivell de preservació dels sistemes ecològics.
Les dietes a base de plantes poden contribuir a reduir les emissions de gasos d'efecte hivernacle i la quantitat de terra, aigua i fertilitzants utilitzats per a l'agricultura. Com que un percentatge important dels cultius a tot el món s'utilitzen per alimentar el bestiar en lloc dels humans, menjar menys productes animals ajuda a limitar el canvi climàtic i la pèrdua de biodiversitat. Sobretot la vedella, el xai i el formatge tenen una petjada de carboni molt alta. Tot i que el cultiu de soja és un "principal motor de la desforestació a la conca de l'Amazones ", la gran majoria dels cultius de soja s'utilitzen per al consum ramader més que per al consum humà. De fet, Només el 7% de la soja s'utilitza directament per a productes alimentaris humans com el tofu, la llet de soja, els fesols edamame i el tempeh. La idea que els aliments que sovint es promouen com a substituts de la carn i els lactis, com el tofu i la llet de soja, estan impulsant la desforestació és un error comú. L'adopció de dietes basades en plantes també podria reduir el nombre d'animals criats i assassinats per menjar a les granges industrials.

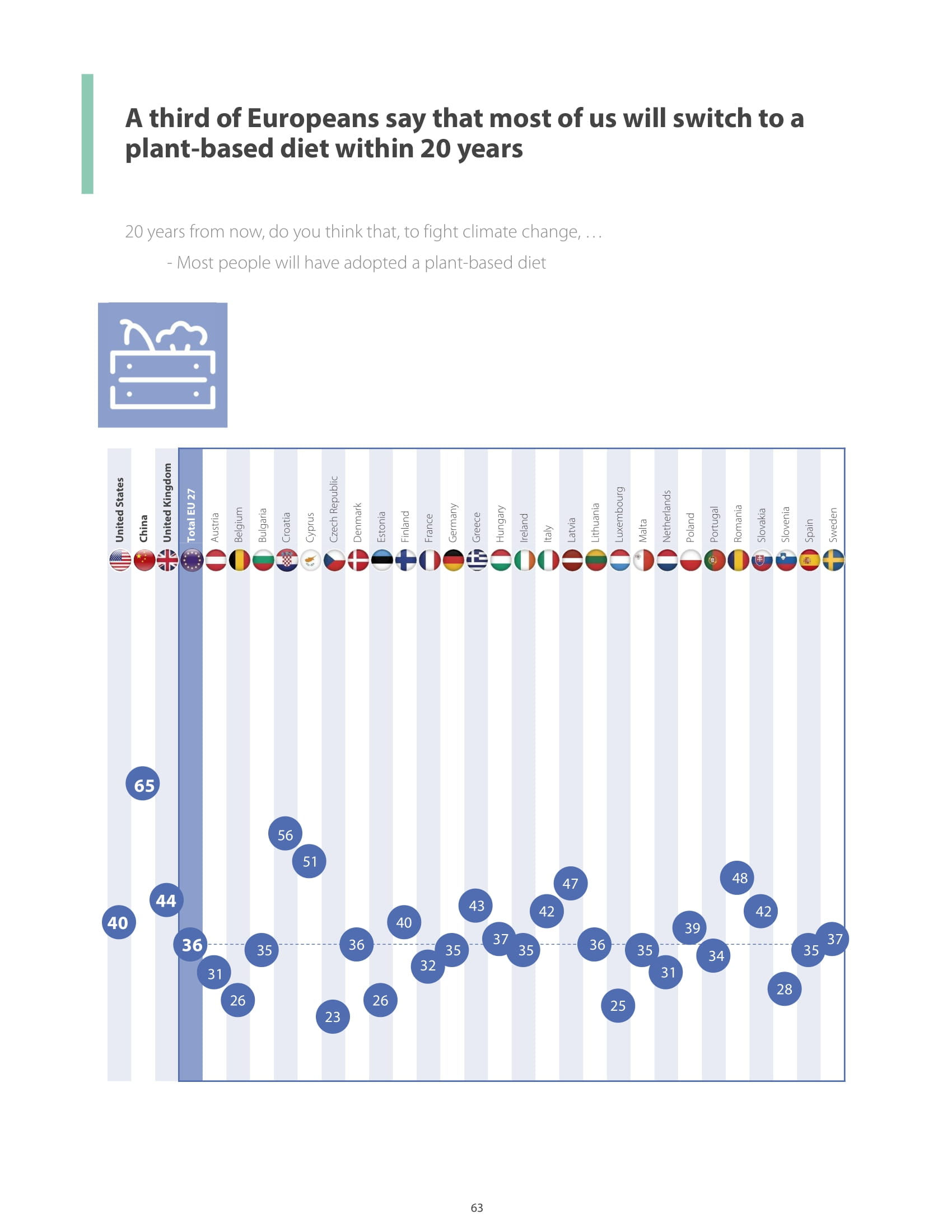
Els enquestats europeus a una enquesta climàtica realitzada el 2021-2022 pel Banc Europeu d'Inversions diuen que la majoria de la gent canviarà a una dieta basada en plantes d'aquí a 20 anys per ajudar el medi ambient.

La investigació del 2019 sobre sis dietes va trobar que les dietes basades en plantes són més respectuoses amb el medi ambient que les dietes més altes en aliments d'origen animal. De les sis dietes mútuament excloents; els individus que menjaven dietes veganes, vegetarianes i pescetarianes tenien una petjada de carboni més baixa que les dietes omnívores típiques, mentre que els que menjaven dietes " paleolítices " i cetogèniques tenien emissions de carboni més altes a causa dels seus aliments d'origen animal.
Un estudi del 2020 va trobar que els efectes de mitigació del canvi climàtic del canvi de la producció i el consum d'aliments a tot el món cap a dietes basades en plantes, que es componen principalment d'aliments que només requereixen una petita fracció de la terra i les emissions de CO ₂ necessàries per a la carn i els lactis, podrien compensar-se. Emissions de CO ₂ iguals a les dels últims 9 a 16 anys d'emissions de combustibles fòssils als països que van agrupar en 4 tipus. Els investigadors també van proporcionar un mapa d'oportunitats regionals aproximades.
Segons un informe de Chatham House de 2021, recolzat pel Programa de Medi Ambient de les Nacions Unides, caldrà un canvi cap a "dietes basades principalment en plantes" per reduir la pèrdua de biodiversitat i l'impacte humà sobre el medi ambient. L'informe deia que la ramaderia té l'impacte ambiental més gran, amb un 80% de totes les terres de cultiu mundials utilitzades per a la cria de bestiar boví, ovelles i altres animals utilitzats pels humans per a l'alimentació. Avançar cap a dietes basades en plantes alliberaria la terra per permetre la restauració dels ecosistemes i el floriment de la biodiversitat.
Un estudi del 2022 publicat a Nature Food va trobar que si les nacions amb ingressos alts canviessin a una dieta basada en plantes, es podria permetre que grans extensions de terra utilitzades per a l'agricultura animal tornin al seu estat natural, que al seu torn té el potencial de treure 100.000 milions de tones de CO2 fora de l'atmosfera a finals de segle. Al voltant del 35% de tota la terra habitable del món s'utilitza per a la cria d'animals utilitzats pels humans en la producció d'aliments.

## Política
Es necessita una reducció del consum de carn i un canvi a dietes basades en plantes per assolir els objectius climàtics, abordar els problemes de salut pública i protegir el benestar animal. S'ha investigat com promoure millor aquest canvi en el comportament dels consumidors.
Algunes organitzacions de salut pública defensen una dieta basada en plantes a causa de la seva baixa petjada ecològica. Aquests inclouen l'Agència Sueca d'Aliments en la seva guia dietètica i un grup d'investigadors de Lancet que proposen una dieta de salut planetària. L'activista vegana pel clima Greta Thunberg també va demanar més producció i consum d'aliments basats en plantes a tot el món. Un informe de 2022 de l' Institut de Medi Ambient d'Estocolm i el Consell d'Energia, Medi Ambient i Aigua va incloure la protecció del benestar animal i l'adopció de dietes basades en plantes en una llista de recomanacions per ajudar a mitigar les crisis ecològica i social que porten el món a un "punt d'ebullició".